# Бреннен, Патрик
Патрик «Пэдди» Бреннен (англ. Patrick "Paddy" Brennan; 30 июля 1877, Ирландия — май 1961, Квебек, Канада) — канадский игрок в лакросс, играл за клуб "Шамрок" (Монреаль).
На летних Олимпийских играх 1908 года в Лондоне Бреннен участвовал в мужском турнире, в котором его сборная заняла первое место, выиграв в единственном матче у Великобритании.
В 1966 году включен в Канадский лакроссный зал славы.